# 버진 사모아
버진 사모아(영어: Virgin Samoa)는 사모아의 항공사였다. 본사는 뉴질랜드 크라이스트처치에 위치해 있었으며, 사모아 정부가 49%, 버진 그룹이 49%, 사모아 투자자가 2%의 지분을 보유하고 있었다. 이전 명칭은 폴리네시안 블루였다.

## 역사
2005년 10월에 버진 오스트레일리아 홀딩스가 사모아 정부와 함께 합작 회사로 설립하였다. 같은 해에 규모를 줄이고 제트기 운항을 정지한 폴리네시아 항공을 대신하여 피지, 사모아, 미국령 사모아, 통가 등의 섬들을 연결하고 있다. 당시 뉴질랜드 남섬의 도시인 크라이스트처치에 기반하여 운항하는 퍼시픽 블루와 여러 업무 면에서 깊이 연관되어 있다. 2011년 12월에 현재의 사명으로 변경했다.
하지만 2017년 5월 사모아 정부가 버진 오스트레일리아 항공에게 계속되는 적자로 모든 운항을 중지한다고 밝혔다. 그리하여 2017년 11월 12일 모든 운항을 중지 및 버진 오스트레일리아항공과의 계약도 해제할 계획이다. 후에 정부는 폴리네시안항공의 장거리 운항을 추진할 계획이다.

## 운항 노선
- 2012년 2월 현재 버진 사모아는 다음과 같은 노선을 운항하고 있다.

| 아피아 \|\| align=center\|APW \|\| align=center\|NSFA \|\| 팔레올로       | 허브 |
| 브리즈번 \|\| align=center\|BNE \|\| align=center\|YBBN \|\| 브리즈번     |      |
| 시드니 \|\| align=center\|SYD \|\| align=center\|YSSY\|\| 킹스포드 스미스 |      |
| 오클랜드 \|\| align=center\|AKL \|\| align=center\|NZAA \|\| 오클랜드     |      |